# Sarda sarda
El bonito común (Sarda sarda) es un gran pez de la familia de los Scombridae. Es común en aguas superficiales del océano Atlántico cercanas a países como España, Portugal o Francia, y en menor número, en costas de países nórdicos donde se incluyen Noruega, Suecia, Rusia o Finlandia (generalmente estos provistos de branquias de mayor tamaño y una capa más gruesa de lípidos y sebos); es de gran importancia en la pesca comercial y deportiva.

## Descripción
Esta especie pertenece al grupo de peces poseedores de aletas dorsales casi fundidas entre sí, o separadas a los sumo por angostos interespacios. Tiene todo el cuerpo con escamas, con el área pectoral y lateral más grandes que el resto. Los Bonitos (peces del género Sarda) difieren del atún por sus cuerpos más afinados, desdentados, y por coloraciones diferentes.
El bonito del Atlántico comparte las aguas con su pariente bonito rayado, Sarda orientalis. El bonito rayado abunda más al norte (Isla Block). Son similares en sus hábitos, pero el último es algo más pequeño. El bonito del Atlántico se distingue de sus parientes por una raya negra oblicua en su dorso, y porque sus maxilares sólo cubren la mitad del largo de su cabeza.
Crece hasta 80 cm y pesa 4,5 a 5,5 kg.

## Hábitos
Es un poderoso nadador; suele recorrer largas distancias. En la ciudad de Nueva York es conocido como skipjack debido a sus costumbres de saltar en el agua. La temporada de desove es en junio; para septiembre se suelen encontrar en Long Island especímenes de 13 a 15 cm de longitud.

## Alimentación
Su nutrición se basa en diversos miembros de las familias Clupeidae, Alosa pseudoharengus, Atherinidae, otros peces y calamares.

## Pesca
Los pescadores de atún emplean la técnica de trolling para su captura. Por su exceso de aceite no es considerado como un buen alimento, aunque se utiliza ampliamente en conservas.